# Інститут космічних досліджень БАН

Інститут космічних досліджень Болгарської академії наук, болг. Институтът за космически изследвания към Българската академия на науките — підрозділ БАН, що спеціалізується на вивчнені космосу. ІКД є наступником створеної в 1969 році Групи з фізики космосу Президії БАН, яка в 1974 була переформатована в Центральну лабораторію з космічних досліджень БАН, на чолі з директором Кірілом Сєрафімовим. У 1987 році постановою Міністерської ради лабораторія була перетворена в Інститут космічних досліджень. Інститут був і залишається однією з провідних наукових установ Болгарської академії наук.

## Напрямки досліджень
Напрямки досліджень в яких спеціалісти інституту мають науковий інтерес та проводять власні дослідження:
- космічна фізика — вивчення космічних джерел випромінювання та їх взаємодія з космічною плазмою; вивчення прямого та непрямого впливу космічного випромінювання на структуру та динаміку атмосфери Землі;
- дистанційне вивчення Землі з космосу в цілях екології, засобів зв'язку, навігації;
- аерокосмічні технології — розробка систем управління авіаційними та космічними апаратами; дослідження та створення нових фрикційних та надтвердих матеріалів в області космічного матеріалознавства.

## Проекти
ІКД-БАН брав участь у підготовці обладнання та експериментів для наступних супутників і проектів:
- Інтеркосмос 8, 12, 14, 19
- Інтеркосмос-Болгарія-1300
- Метеор-Природа
- Вертикал 3, 4, 6, 7, 9 і 10
- Чандраян-1

Інститут космічних досліджень БАН брав участь у розробці та орбітальних станцій «Мир» та «Салют-6», також у проектуванні та експлуатації навколоземних супутників Активен, Гранат, Інтербол, Апекс і Фобос та космічної станції Вега.
ІКД розробляв та здійснював наукові програми польотів двох болгарських космонавтів Георгі Іванова та Александра Александрова. Розробив науковий інструмент RADOM-7, який був інтегрований в систему апарата Чандраян для дослідження Місяця, а також інтегрований в деякі китайські супутники.
Інститут космічних досліджень БАН тісно співпрацює з болгарським та міжнародними інститутами та організаціями: COSPAR, IAF, Міжнародним астрономічним союзом, IKI-RAN, IMBP та IZMIRAN Москва, Європейською космічною агенцією, НАСА, DARA, Національним центром космічних досліджень Франції, COPUOS-UN, ДЖАКСА, ISRO та іншими. ІКД співпрацює зі спеціалістами з Чехії, Угорщини, Індії, України та інших країн.
Після останньої реформи в БАН Інститут Космічних досліджень було об'єднано з Інститутом сонячно-земної взаємодії в Інститут космічних та сонячно-земних досліджень.